# Asszertivitás
Az asszertivitás vagy asszertív kommunikáció olyan tanulható kommunikációs készség, viselkedési vagy gondolkodási mintázat, amelynek során az asszertívan kommunikáló személy magabiztosan, a saját érzéseit, igényeit, szükségleteit tudatosítva, ezeket őszintén felvállalva tud megnyilvánulni érzelmileg nehéz szituációban is (tiszta önkifejezés), egyúttal képes arra is, hogy meghallgassa, felfedezze és megértse a másik fél érzéseit, igényeit, szükségleteit is (aktív figyelem, értő figyelem). Kommunikációjának célja a konfliktus megoldása, miközben minden résztvevő fél igényeit szem előtt tartja – nem hódol be, de nem is próbál dominálni a másik felett.
Aki az asszertív kommunikáció e két alappillérét, azaz a tiszta önkifejezést és az értő figyelmet képes az adott szituációnak, beszélgetőpartnernek vagy élethelyzetnek megfelelően alkalmazni, az tisztább, erősebb, őszintébb kapcsolatokat építhet ki, és nehéz helyzetekben nagyobb eséllyel talál olyan megoldást a másik féllel, amellyel mindketten elégedettek lesznek. Aki asszertívan kommunikál, arra törekszik, hogy a saját igényeit, szükségleteit ne a másik ember és a külvilág rovására érvényesítse, ehelyett olyan megoldásokra törekszik, amelyekben a saját igényei és szükségletei kielégülnek, de a másik ember igényei, szükségletei is megvalósulhatnak, valamint adott esetben a környezet, a külvilág is pozitív irányban változik.
Az asszertív kommunikációt lehet úgy is tekinteni, hogy az aktív (azaz: cselekvő, környezetét alakító) valamint a passzív (azaz: befogadó, másokra és a külvilágra nyitott) hozzáállás és viselkedés dinamikus (azaz: az adott helyzetnek és az adott kommunikációs partnernek megfelelő) ötvözete – ezért szokták az asszertív kommunikációt a kommunikáció jin-jangjának is nevezni. Fontos megjegyezni, hogy a befogadó, a másokra és a külvilágra odafigyelő attitűd kibontakozásához is bizonyos mértékű tudati és viselkedési aktivitás szükséges (azaz: a másik fél valódi meghallgatása akkor valósul meg igazán, ha a hallgató a jelenlétével, szavaival, testbeszédével aktívan támogatja a beszélő önkifejezési folyamatát).

## Tréning
Joseph Wolpe 1958-ban írt könyve az asszertivitást a szorongás kettős gátlásának módszereként írja le, és azóta is kedvelt kognitív viselkedésterápiák során. Wolpe elképzelése az volt, hogy egy ember nem szoronghat és lehet asszertív egyszerre, vagyis ha valaki asszertív, akkor az gátolja a szorongást. Az asszertivitás tréningek (AT) 1961-ben kezdték pályafutásukat Andrew Salter jóvoltából.
Egy asszertivitás tréning magában foglalhatja az alábbiakat: 
- személyes jogok iránti nagyobb tudatosság,
- különbségtétel az asszertív és nem asszertív viselkedésformák között,
- különbségtétel a passzív és agresszív viselkedésmódok között,
- verbális és nonverbális asszertív készségek elsajátítása.

Az asszertivitás mint kommunikációs stratégia különbözik az agressziótól és a passzivitástól. E három stílus között a különbség legjobban a személyes határokkal való bánásmód kapcsán fogható meg:
- A passzív módon viselkedők nem védik meg személyes határaikat, és hagyják egy agresszív másik félnek dominálni az interakciót, szituációt. A passzív stílusú emberek megpróbálnak nem befolyásolni másokat, igyekeznek kerülni a konfliktust, és benne maradni a kapcsolatban.

- Az agresszív emberek nem tisztelik mások határait, és képesek kárt okozni, miközben a szituáció dominálására törekszenek.

- Egy asszertív személy képes legyőzni félelmét saját maga, álláspontja, érzelmei megjelenítését illetően, és mindezt olyan módon teszi, hogy mások személyes határait ezzel nem sérti. Aki asszertívan viselkedik, az képes megvédeni magát agresszív kommunikációs stílusú emberekkel szemben is.

## Kommunikáció
Az asszertív kommunikáció tehát minden, a szituációban érintett fél határaira tekintettel van, miközben együttműködés révén minden fél szükségleteinek és igényeinek kielégítésére törekszik.
A Kognitív viselkedésterápia tankönyve (2008) szerint „az asszertív kommunikáció a személyes vélemény, szükséglet, határok kommunikálásának arany középútja, szemben a kevésbé hatékony agresszív és passzív módszerekkel”. Ez a kommunikációs stílus „az érzelmek őszinte és egyenes kifejezését hangsúlyozza, úgy, hogy az nem torkollik agressziós spirálba”.
Amikor valakinek a viselkedése megsérti a határokat, a további eszkaláció megelőzése érdekében ezt a tényt az asszertíven viselkedő egyén kommunikálja.
Ezzel ellentétben, egy agresszív kommunikáció megítél, megfenyeget, valótlanságot állít, ígéreteket szeg meg, tagad és megsérti mások határait.
A passzívan viselkedő egyén tétlenül hagyja, hogy mások megsértsék a határait. Ez a passzív viselkedés idővel visszaüt, és a személy a jogos felháborodásában agresszívan kezd viselkedni.
Az asszertív kommunikáció úgy vet véget ennek, hogy figyelembe veszi minden érdekelt fél igényét és szükségletét, miközben a szituációra és nem az egyes személyekre összpontosít. Az agresszív vagy passzív viselkedésmód egy kapcsolat végét jelezheti, valamint csökkenti az önértékelést.

## Asszertív emberek
Az asszertív emberek gyakran rendelkeznek az alábbi jellemzőkkel:[forrás?]
- Szabadon kifejezik érzelmeiket, gondolataikat, vágyaikat.
- Képesek „kielégítő emberi kapcsolatok kezdeményezésére és fenntartására”[9]
- Ismerik a jogaikat.
- Képesek kontrollálni dühüket. Ez nem azt jelenti, hogy elnyomják azt, hanem hogy képesek róla tárgyilagosan beszélni.
- „Az asszertív emberek ... képesek kompromisszumot kötni ahelyett, hogy mindig saját fejük után mennének ... és jellemzően jó az önértékelésük.”[10]
- Az asszertív emberek úgy lépnek barátságba valakivel, hogy elvük: „Igényeim számítanak. A Te igényeidre is számítok.”[11]

## Technikák
Az asszertív technikák közül számosat tartalmaz Manuel Smith 1975-ös könyve, a When I Say No, I Feel Guilty.

### Én-közlés
Az asszertivitás egyik legfontosabb technikája az én-közlés. Én-közlés alkalmával tudatjuk partnerünkkel érzéseinket, vágyainkat, kérésünket saját álláspontunkból, anélkül, hogy megítélnénk, vagy hibáztatnánk őt érzéseink miatt. Az én-közléseket három, négy vagy több lépésben is tudathatjuk. Néhány jellemző technika:
- érzés, történés, kérés [12]
- empátia, érzés, probléma, vágy [13]
- viselkedés, érzés, hatás [14]
- probléma, érzés, kérés [15]
- megfigyelés, gondolat, érzés, igény [16]
- szituáció, érzés, következmény, változás [17]
- megfigyelés, érzés, szükséglet, kérés [18]
- érzés, viselkedés, következmény, felajánlás [19]

### Megakadt lemez
A megakadt lemez technika egyszerűen azt jelenti, hogy amikor ellenállással találkozunk, megismételjük kéréseinket. A kifejezés a hanglemezek korából származik, amikor a sérült felületű lemezen futó tű újra-és-újra ugyanazt a részt játssza le a felvételből.
A probléma ezzel a technikával az, hogy amikor az ellenállás marad vagy fokozódik, kéréseink minden ismétlés alkalmával veszítenek erejükből. Ha túl sokat vagy túl gyakran ismételjük a kérést, az autoritás erodálódik, így célszerű valamilyen szankciót beépíteni.

### Ködösítés
A ködösítés azt jelenti, hogy a velünk szemben álló fél igazából egy nem túl lényeges részt elismerünk.

### Negatív érdeklődés
A negatív érdeklődés kifejezést arra értjük, amikor kritika esetén további, jóval alaposabban kifejtett részletek iránt érdeklődünk.

### Negatív megerősítés
Negatív megerősítésről akkor beszélünk, amikor egyetértünk a kritikával anélkül, hogy feladnánk kérésünket.

## Alkalmazás
Számos kutatás talált összefüggést az asszertivitás tréning és az alkoholfüggőség megelőzése között.
Olyan általános pszichológiai készségek, mint az asszertivitás vagy a szociális kompetencia tanításának számos rendellenesség kezelésében való hasznosságát támasztják alá empirikus bizonyítékok.
A gender elméletekkel összefüggésben Deborah Tannen kiemelte, hogy a férfiaknak és nőknek hasznos lenne megtanulni egymás kommunikációs stílusát. A nők ugyanúgy élveznék az asszertivitás előnyeit, mint a férfiak a szenzitivitás tréningjéét.

## Kritika
Az asszertivitást lehet kiegyensúlyozatlan módon használni, főleg akkor, ha valaki új ezen a területen: „Az a probléma az asszertivitás koncepciójával, hogy egyszerre bonyolult és szituációfüggő. Egy viselkedés, ami asszertív egy helyzetben, nem biztos, hogy az lesz egy másikban.” „Még érdekesebb, hogy bár a nem-asszertív viselkedés problémákat okoz, a túlzott asszertivitás is lehet bajok forrása.”
Az asszertivitásról szóló szakirodalom elismeri, hogy amikor első alkalommal próbál valaki asszertív lenni, gyakran átesik a ló túloldalára és agresszívvá válik. 
A 70-es, 80-as években az asszertív tréningek túlburjánoztak és „visszataszító dolgokat is eladtak az asszertív kommunikáció nevében, mint például hogy vakon ismételjük a kérésünket addig, míg nem teljesül.” Ha nem a mögöttes filozófiával, mások határainak respektálásával alkalmazzuk a technikákat, az hamar pszichológiai túlkapásokhoz vezethet. Nehéz például élesen meghúzni a határt a megakadt lemez technika, és az idegekre menő akadékoskodás, érzelmi zsarolás, erőszakoskodás között.

## További olvasnivalók
- Sue Bishop: Asszertivitás; ford. Galambos Judit, Lakatos László; Manager, Bp., 2008 (Develor könyvespolc) ISBN 9789639912045
- Bolton, R.: A kommunikáció művészete – Hogyan érvényesítsük magunkat, hogyan figyeljünk másokra és hogyan oldjunk meg konfliktusokat. Cascade Könyvkiadó, Budapest, 1987
- Hadfield S., Hasson G.: Asszertivitás – Hogyan érvényesítsük sikeresen az érdekeinket? ; ford. Tihor Szilvia; Scolar, Bp., 2012 ISBN 9789632443935
- Pintér Tamás: Az asszertivitás világa 1-2. 2019 ISBN 978-615-00-4620-4, ISBN 978-615-00-4621-1
  - 1. Agresszió, alkalmazkodás, asszertivitás
  - 2. Az asszertív kommunikáció és szemléletmód kézikönyve
- Rambala Éva: Az erőszakmentes kommunikáció alapjai. Budapest, 2013
- Asszertív kommunikáció; Agora Oktatási Intézet Kft., Szombathely, 2014
- Rosenberg, M. B.: A szavak ablakok vagy falak – Erőszakmentes kommunikáció . Agykontroll Kft., Budapest, 2001
- Rust, S.: Erőszakmentes kommunikáció – Amikor a zsiráf a sakállal táncol . Bioenergetic Kft., Budapest, 2014
- Kézikönyv önérvényesítést (asszertivitást) elősegítő foglalkozások vezetéséhez; szerk. Arzenovits Lívia et al.; BVOP, Bp., 2017 (Módszertani füzetek – Büntetés-végrehajtás Országos Parancsnoksága)

## Fordítás
- Ez a szócikk részben vagy egészben  az   Assertiveness című angol Wikipédia-szócikk fordításán alapul.  Az eredeti cikk szerkesztőit annak laptörténete sorolja fel. Ez a jelzés csupán a megfogalmazás eredetét és a szerzői jogokat jelzi, nem szolgál a cikkben szereplő információk forrásmegjelöléseként.